# Phalangeriformes
Phalangeriformes este un subordin de aproximativ 70 de specii de marsupiale arboricole de talie mică până la mijlocie originare din Australia, Noua Guinee și Sulawesi (și introduse în Noua Zeelandă și China). Subordinul include animale cunoscute ca posumi, posumi planori și cuscus. Numele vernacular „posum” folosit pentru diverse specii de Phalangeriformes derivă din asemănarea cu oposumii întâlniți în Americi (termenul vine din limba Powhatan aposoum „animal alb”, din proto-algonquian *wa·p-aʔɬemwa „câine alb”). Cu toate acestea, deși oposumii sunt și ei marsupiale, posumii australasiatici sunt mai strâns înrudiți cu alte marsupiale australasiatice, precum cangurii.
Phalangeriformes sunt marsupiale patrupede diprotodonte cu cozi lungi. Cea mai mică specie este posumul pigmeu tasmanian, cu o lungime cap-corp la adult de doar 7 centimetri și o greutate de 10 grame. Cele mai mari sunt cele două specii de cuscus, care pot depăși 7 kilograme. Speciile Phalangeriformes sunt de obicei nocturne și cel puțin parțial arboricole. Acestea locuiesc în majoritatea habitatelor cu vegetație, iar mai multe specii s-au adaptat bine la mediul urban. Dieta variază de la generală ierbivoră sau omnivoră (Trichosurus vulpecula) la specializată în eucalipt (Petauroides volans), insectivoră (Burramys parvus) și nectar (Tarsipes rostratus).

## Clasificare
Aproximativ două treimi din marsupialele australiene aparțin ordinului Diprotodontia, care este împărțit în trei subordine, și anume Vombatiformes (wombat și koala, patru specii în total), Phalangeriformes (posum și posum planor) și Macropodiformes (canguri, potoroo, wallaby și cangur-șobolan). Notă: această clasificare se bazează pe Ruedas & Morales 2005.
- Subordinul Phalangeriformes: posum, posum planor
  - Suprafamilia Phalangeroidea
    - Familia †Ektopodontidae:
      - Genul †Ektopodon
        - †Ektopodon serratus
        - †Ektopodon stirtoni
        - †Ektopodon ulta

    - Familia Burramyidae: 
      - Genus Burramys
        - Burramys parvus

      - Genus Cercartetus
        - Cercartetus caudatus
        - Cercartetus concinnus
        - Cercartetus lepidus
        - Cercartetus nanus

    - Familia Phalangeridae:
      - Subfamilia Ailuropinae
        - Genul Ailurops
          - Ailurops melanotis
          - Ailurops ursinus

        - Genul Strigocuscus
          - Strigocuscus celebensis
          - Strigocuscus pelegensis

      - Subfamilia Phalangerinae
        - Tribul Phalangerini
          - Genul Phalanger
            - Phalanger alexandrae
            - Phalanger carmelitae
            - Phalanger gymnotis
            - Phalanger intercastellanus
            - Phalanger lullulae
            - Phalanger matabiru
            - Phalanger matanim
            - Phalanger mimicus
            - Phalanger orientalis
            - Phalanger ornatus
            - Phalanger rothschildi
            - Phalanger sericeus
            - Phalanger vestitus

          - Genul Spilocuscus
            - Spilocuscus kraemeri
            - Spilocuscus maculatus
            - Spilocuscus papuensis
            - Spilocuscus rufoniger
            - Spilocuscus wilsoni

        - Tribul Trichosurini
          - Genul Trichosurus
            - Trichosurus arnhemensis
            - Trichosurus caninus
            - Trichosurus cunninghami
            - Trichosurus johnstonii
            - Trichosurus vulpecula

          - Genul Wyulda
            - Wyulda squamicaudata

  - Superfamilia Petauroidea
    - Familia Pseudocheiridae:
      - Subfamilia Hemibelideinae
        - Genul Hemibelideus
          - Hemibelideus lemuroides

        - Genul Petauroides
          - Petauroides volans

      - Subfamilia Pseudocheirinae
        - Genul Petropseudes
          - Petropseudes dahli

        - Genul Pseudocheirus
          - Pseudcheirus peregrinus

        - Genul Pseudochirulus
          - Pseudochirulus canescens
          - Pseudochirulus caroli
          - Pseudochirulus cinereus
          - Pseudochirulus forbesi
          - Pseudochirulus herbertensis
          - Pseudochirulus larvatus
          - Pseudochirulus mayeri
          - Pseudochirulus schlegeli

      - Subfamilia Pseudochiropsinae
        - Genul Pseudochirops
          - Pseudochirops albertisii
          - Pseudochirops archeri
          - Pseudochirops corinnae
          - Pseudochirops coronatus
          - Pseudochirops cupreus

    - Familia Petauridae:
      - Genul Dactylopsila
        - Dactylopsila megalura
        - Dactylopsila palpator
        - Dactylopsila tatei
        - Dactylopsila trivirgata

      - Genul Gymnobelideus
        - Gymnobelideus leadbeateri

      - Genul Petaurus
        - Petaurus abidi
        - Petaurus australis
        - Petaurus biacensis
        - Petaurus breviceps
        - Petaurus gracilis
        - Petaurus norfolcensis

    - Familia Tarsipedidae: 
      - Genul Tarsipes
        - Tarsipes rostratus

    - Familia Acrobatidae: 
      - Genul Acrobates
        - Acrobates pygmaeus

      - Genul Distoechurus
        - Distoechurus pennatus